# 이인상

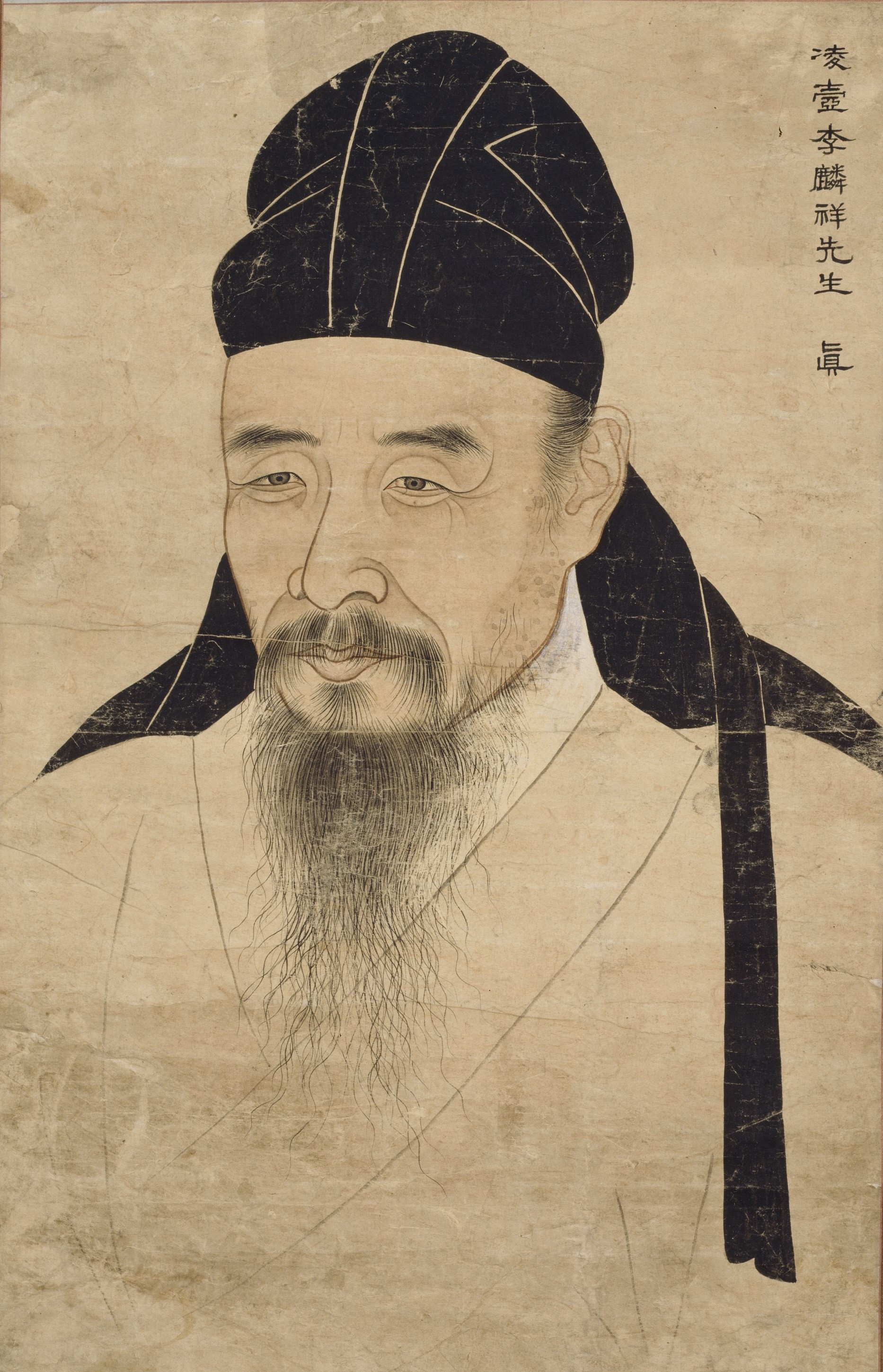
국립중앙박물관 소장 필자 미상 이인상 초상화

이인상(李麟祥, 1710년 ∼ 1760년)은 조선의 화가이다. 자는 원령(元靈), 호는 능호관(凌壺觀), 본관은 전주이다.
이인상은 화가이면서 동시에 시인이자 산문가였다. 그래서, 이인상의 그림에는 여타 화가들과 달리 문기(文氣)가 가득하고, 그림의 제화(題畵) 또한 높은 운치를 보여준다.

## 생애
명문 전주 이씨 밀성군파 출신이지만 서얼인 증조부를 두었기 때문에 제대로 된 관직에 진출할 수 없었다. 영조 때 음보(蔭補)로 문과에 급제하여 북부 참봉에 임명되었으며, 사근역(沙斤驛) 찰방(察訪)을 거쳐 음죽 현감에 이르렀다. 처 덕수 장씨와의 사이에 4남 1녀를 두었지만 차남 외에는 모두 요절하고 평생 가난 속에 살았다. 시서화를 다 잘하여 ‘3절’이라 불리었으며 인장도 잘 새겼다. 저서로 〈능호집〉, 작품으로 〈수석도〉, 〈노송도〉, 〈옥류동도〉, 글씨로 〈대사성 김식표〉 등이 있다.

## 같이 보기
- 한국화
- 한국의 화가 목록
- 한국의 미술